# صلاح اليحيائي
صلاح اليحيائي (مواليد 1 يناير 1998) هو لاعب كرة قدم عماني يلعب في مركز خط الوسط في منتخب عمان.
الانجازات
حقق صلاح اليحيائي مع نادي السيب العماني الدوري مرتين و لقب كأس الاتحاد الآسيوي، ليكون اول لقب يسجل بتاريخ الأندية العُمانية.